# Doris Fischer (Denkmalpflegerin)
Doris Fischer (* 1962 in Bittenfeld) ist eine deutsche Kunsthistorikerin und Denkmalpflegerin. Sie war Hauptkonservatorin im Landesamt für Denkmalpflege Rheinland-Pfalz. Seit dem 1. Mai 2017 ist sie Direktorin der Stiftung Thüringer Schlösser und Gärten.

## Leben
Fischer studierte Europäische Kunstgeschichte, Archäologie und Romanistik an der Ruprecht-Karls-Universität Heidelberg und wurde 1993 mit einer grundständigen Dissertation über die St. Paulinuskirche in Trier promoviert. Fischer war erst als Gebietsreferentin in der praktischen Denkmalpflege im Landesamt für Denkmalpflege Rheinland-Pfalz tätig. Im Januar 2001 wurde sie zur Konservatorin auf Lebenszeit ernannt und 2012 zur Oberkonservatorin. Im Januar 2015 wurde sie Leiterin des Fachbereichs Inventarisation und zur stellvertretenden Landeskonservatorin berufen und im Mai 2016 zur Hauptkonservatorin ernannt.
Am 1. Mai 2017 trat sie die Nachfolge von Helmut-Eberhard Paulus an, der als Direktor der Stiftung Thüringer Schlösser und Gärten am 30. April 2017 in den Ruhestand gegangen war.

## Veröffentlichungen
- Die St. Paulinuskirche in Trier. Studien zu Architektur, Bau- und Planungsgeschichte. Wernersche Verlagsgesellschaft, Worms 1994, ISBN 978-3-88462-939-0 (zugleich Dissertation an der Universität Heidelberg, 1993)
- Die Klosterkirche Marienstatt. (=Denkmalpflege in Rheinland-Pfalz, Forschungsberichte Band 4) Wernersche Verlagsgesellschaft, Worms 1999, ISBN 978-3-88462-159-2
- mit Angela Schumacher: Abtei Marienstatt. (=Rheinische Kunststätten, Heft 437) Rheinischer Verein für Denkmalpflege und Landschaftsschutz, Neuss 1999, ISBN 978-3-88094-844-0 (2. durch Doris Fischer vollständig überarbeitete und ergänzte Auflage, Neuss 2008, ISBN 978-3-86526-023-9)
- St. Paulin in Trier. (=Rheinische Kunststätten, Heft 498) Rheinischer Verein für Denkmalpflege und Landschaftsschutz, Neusser Druckerei und Verlag, Neuss 2007, ISBN 978-3-86526-013-0
- mit Armin Henne, Iris Ketterer-Senger: Der Park und die Gärten von Schloss Stolzenfels: Einblicke – Ausblicke. Schnell & Steiner, Regensburg 2011, ISBN 978-3-7954-2473-2
- Holz und Steine lehren dich ...: die Restaurierung der Klosterkirche Marienstatt. (=Denkmalpflege in Rheinland-Pfalz, Forschungsberichte Band 9) Wernersche Verlagsgesellschaft, Worms 2011, ISBN 978-3-88462-291-9
- Schloss Stolzenfels. Schnell + Steiner, Regensburg 2014, ISBN 978-3-7954-1568-6